# Hortense Dufour
 (novembre 2010).
Si vous disposez d'ouvrages ou d'articles de référence ou si vous connaissez des sites web de qualité traitant du thème abordé ici, merci de compléter l'article en donnant les références utiles à sa vérifiabilité et en les liant à la section « Notes et références ».
Hortense Dufour, née en 1946 à Marennes, est une écrivaine française.

## Biographie
Hortense Dufour est fille d’un magistrat français et d’une musicienne italienne. Elle séjourne pendant trois ans à Madagascar et aux Comores.
Elle passe son enfance et sa jeunesse à Marennes (Charente-Maritime) et monte à Paris pour suivre des études en lettres modernes. Elle se consacre à l'écriture dès l'enfance : « J'ai toujours écrit » dit-elle. « C'est tombé sur moi comme la Grâce... Une journée sans écrire a toujours été pour moi une journée qui n'a pas existé. Mon sang est devenu de l'encre. » Elle est découverte, à l'âge de 22 ans par l'éditeur Jean-Jacques Pauvert.
On lui doit de nombreux romans et plusieurs biographies consacrées à Calamity Jane, la comtesse de Ségur, Cléopâtre, Marie-Antoinette, Néron, Colette, George Sand, Marie Stuart, Sissi, la Reine Margot, Jeanne d'Arc et Madame de Pompadour. À ce sujet elle déclare : « Les biographies sont ma permission de continuer d'écrire. Le roman, c'est de l'histoire. Et l'Histoire est aussi un roman ». Elle est également l'auteur de nombreux scénarios pour TF1 et FR3.
Elle préside le jury du Prix du Livre Inter en mai 1984.
Hortense Dufour participe également au comité de lecture des Éditions Robert Laffont et collabore au groupe Bayard Presse et à d'autres magazines sous forme d'articles. Elle est mère de trois enfants.

### Télévision
Hortense Dufour participe à de nombreuses émissions.

#### ÉmissionSecrets d’Histoire
Elle participe régulièrement à l'émission Secrets d'Histoire, présentée par Stéphane Bern. Elle a notamment collaboré aux numéros suivants :

#### Autres émissions
Dans Web TV Culture, une émission de Philippe Chauveau, elle est interviewée est au sujet de son roman Ce que l'océan ne dit pas (Flammarion, 2008).
Par ailleurs, elle a été plusieurs fois invitée dans l'émission de Bernard Pivot : Apostrophes.

## Honneurs et récompenses
Son œuvre est couronnée de nombreux prix : Grand prix des lectrices de Elle en 1978 pour La Marie-Marraine, traduit en plusieurs langues et adapté à l'écran par Robert Enrico sous le titre L'Empreinte des géants, le Prix du Livre Inter en 1983 pour son roman Le Bouchot, le Grand Prix de l'Académie de Saintonge et Médaille de Chardonne en 1990 pour La Fille du saunier, le Prix des Mouettes décerné par le Conseil général de Charente-Maritime pour Le Bois des abeilles en 2006.
Elle est nommée chevalière de l'Ordre des Arts et des Lettres en 2010 par le ministre de la Culture et de la communication.
Un Prix Hortense-Dufour, marraine de la médiathèque de Marennes, est créé en 2010 par le Lion's Club de Marennes-Oléron, pour récompenser un premier ou un second roman. Il est remis par Hortense Dufour chaque année à la médiathèque municipale de Marennes. Il a été décerné à : L'Emprise, de Sarah Chiche (Grasset, 2010); Hôtel Argentina, de Pierre Stasse (Flammarion, 2011) ; Ce qu'il advint du sauvage blanc, de François Garde (Gallimard, 2012) ; Pour l'honneur de Blanche, de Frédérique Volot (Presses de la Cité, 2013) ; Moment d'un couple, de Nelly Alard (Gallimard, 2014) ; La Chance que tu as, de Denis Michelis (Stock, 2015).
Le 7 octobre 2018, Hortense Dufour reçoit le Grand Prix de l'Académie de Saintonge pour son roman Port des Vents paru aux Presses de la Cité.

## Œuvres
- La Femme buissonnière, Jean-Jacques Pauvert,1971
- La Dernière femme de Barbe-Bleue, Grasset, 1976, traduit en allemand, 1977
- La Marie-Marraine, Grasset, 1978, Grand prix des lectrices de Elle, traduit en plusieurs langues, adapté à l'écran par Robert Enrico sous le titre "L'empreinte des géants" (1980), le livre de poche, diverses collections, Deboree poche,
- La Guenon qui pleure, Grasset, 1980,diverses collections,
- L’Écureuil dans la roue, Grasset, 1981, adapté à l'écran, 1983, par Alain Maline sous le titre" Ni avec toi, ni sans toi"
- Le Bouchot, Grasset, 1982 - Prix du Livre Inter 1983, le livre de poche, France loisir, Deboree poche
- Le Tournis, Grasset, 1984,le livre de poche
- Jardins-Labyrinthes (avec Georges Vignaux), Grasset, 1985
- Capitaine Dragée, Grasset, 1986
- Le Diable blanc (Le roman de Calamity Jane), Flammarion, 1987 - Arthaud, 2016
- La Garde du cocon, Flammarion, 1987, J'ai lu,
- Le Château d’absence, Flammarion, 1989, j'ai lu
- Comtesse de Ségur, née Rostopchine, Flammarion, 1990 - J'ai lu, 2002  (ISBN 2290317845), France Loisir, diverses collections et rééditions
- La Fille du saulnier, Grasset, 1992, Grand prix de l'Académie de Saintonge, le livre de poche, Deboree poche,
- La Jupière de Meaux, Grasset, 1993
- L’Arbre à perruque, Grasset, 1995
- Saint Expédit, le jeune homme de ma vie, Bayard, 1996
- La Cinquième saison (la vie du grand chef sioux Sitting Bull), Seuil Jeunesse, 1996, Prix Enfantasia de la ville de Genève
- Salve Regina, Éditions du Rocher, 1997
- Éléonore par-dessus les moulins, Éditions du Rocher, 1997
- Cléopâtre la fatale, 1995, Grande Biographie, Flammarion, 1998, j'ai lu,
- Charivari, Seuil, 1998
- Le Perroquet de Tarbes, Éditions du Rocher, 1998
- Moi, Néron, Flammarion, 1999 - Poche 2001 (ISBN 2080675672), J'ai lu
- Colette, La vagabonde assise, Grande Biographie, Éditions du Rocher, 2000  (ISBN 2268034747), J'ai Lu,2000
- Marie-Antoinette, la mal-aimée, Grande Biographie, Flammarion, 2001 - J'ai lu, 2003  (ISBN 2290323489), France-Loisir
- Mademoiselle Noémie, Seuil, 2001
- Un si grand objet d'amour, Éditions du Rocher, 2001  (ISBN 2268039129)
- George Sand la somnambule, Éditions du Rocher, 2002 - J'ai lu, 2004  (ISBN 2290324434)
- Au vent fou de l'esprit, Flammarion, 2002 - J'ai lu, 2006  (ISBN 2290333433), Deboree poche,
- Mon vieux Léon, Seuil, 2003  (ISBN 2020548356)
- Sissi, Les forces du destin, Flammarion, 2003, J'ai lu, France Loisir, rééditions,
- L'Ange rose, Éditions du Rocher, 2004  (ISBN 2268052710)
- Le Bois des abeilles, Flammarion, 2005  (ISBN 2080685341), Deboree poche
- Marie Stuart, Grande Biographie, Éditions du Rocher, 2007,
- Ce que l'Océan ne dit pas, Flammarion, 2008, Deboree poche
- Margot, la reine rebelle, Grande Biographie, Flammarion, 2010, France Loisir
- Jeanne d'Arc, la chanson et la geste, Grande Biographie, Flammarion, 2012
- Ces jours heureux, Flammarion, 2014
- Madame de Pompadour, l’amie nécessaire, Grande Biographie, Flammarion, 2015, France Loisir 2016
- Port-des-Vents, Presses de la Cité, 2017, Grand Prix de l'Académie de Saintonge.
- Le Jeune Homme sous l'acacia, Presses de la Cité, 2018 (Parution le 3 mai 2018)